# Erich Topp
Erich Topp (ur. 2 lipca 1914 w Hanowerze, zm. 26 grudnia 2005 w Süßen) – niemiecki oficer marynarki, służący w Kriegsmarine w latach 1934–1945 jako dowódca U-Bootów, po II wojnie światowej wyższy oficer Bundesmarine. 

## Życiorys
Wstąpił do Reichsmarine w 1934, przeszedł do U-Bootwaffe w październiku 1937. Był oficerem na U-46, potem dowodził okrętami U-57 oraz U-552. Odbył 12 bojowych patroli (4 na U-57 i 8 na U-552) zatapiając 35 jednostek o łącznym tonażu 197 460 BRT. Był dowódcą 27 Szkolnej Flotylli U-Bootów od października 1942 do sierpnia 1944. Wyszkolił załogi okrętów U-3010 i U-2513. Po wojnie służył w Bundesmarine; w 1969 został awansowany na kontradmirała (Konteradmiral). Topp był trzecim co do skuteczności dowódcą U-Bootów (po Otto Kretschmerze i Wolfgangu Lüthu).

## Kariera
- 1 lipca 1935 – Fähnrich zur See (chorąży marynarki)
- 1 kwietnia 1937 – Leutnant zur See (podporucznik marynarki)
- 1 kwietnia 1939 – Oberleutnant zur See (porucznik marynarki)
- 1 września 1941 – Kapitänleutnant (kapitan marynarki)
- 17 sierpnia 1942 – Korvettenkapitän (komandor podporucznik)
- 1 grudnia 1944 – Fregattenkapitän (komandor porucznik)

## Odznaczenia
- 7 listopada 1939 – Odznaka Wojny Podwodnej (U-bootskriegsabzeichen)
- 20 czerwca 1941 – Krzyż Rycerski Krzyża Żelaznego (Ritterkreuz des Eisernen Kreuzes)
- 11 kwietnia 1942 – Krzyż Rycerski Krzyża Żelaznego z liśćmi dębowymi (Eichenlaub zum Ritterkreuz des Eisernen Kreuz)
- 11 kwietnia 1942 – Odznaka Wojny Podwodnej z brylantami
- 17 sierpnia 1942 – Krzyż Rycerski Krzyża Żelaznego z liśćmi dębu i mieczami (Eichenlaub mit Schwertern zum Ritterkreuz des Eisernen Kreuz)